# Флаг Грузинской ССР
Фла́г Грузи́нской ССР (груз. საქართველოს საბჭოთა სოციალისტური რესპუბლიკის დროშა) — наряду с гербом и гимном — республиканский символ Грузинской ССР. Просуществовал до 1990 года, когда в стране был возвращён флаг Грузинской Демократической Республики.

## История

Флаг Социалистической Советской Республики Грузии (1921—1922)

Флаг Грузинской ССР (1922—1937)

18 февраля 1921 года Революционный комитет (Ревком) Коммунистической партии (большевиков) провозгласил создание Социалистической Советской Республики Грузии (ССРГ). 20 мая 1921 года Ревком принял декрет «О гербе и флаге Социалистической Советской Республики Грузии»:

1. Утвердить флаг Социалистической Советской Республики Грузии следующего образца: полотнище красного (алого) цвета, в левом углу его на верху, в квадрате, стороны которого равны четверти всей длины полотнища, — помещена надпись «С.С.Р.Г.»

Аббревиатура выполнялась не на русском, а на грузинском языке.
13 февраля 1937 года VIII Всегрузинский съезд Советов принял новую Конституцию (Основной Закон) Грузинской ССР. Флаг описывался в статье 160:

«Государственный флаг Грузинской Советской Социалистической Республики состоит из полотнища красного цвета, в левом углу его наверху, в квадрате, стороны которого равны четверти всей длины полотнища, помещена надпись на грузинском языке золотыми буквами „Грузинская ССР“»

Флаг Грузинской ССР (1937—1951)

11 апреля 1951 года постановлением Президиума Верховного Совета Грузинской ССР по проекту художника Севериана Давыдовича Майсашвили был утвержден новый государственный флаг с описанием:

«Государственный флаг Грузинской Советской Социалистической Республики состоит из красного полотнища. Отношение ширины к длине 1:2. В верхнем углу у древка квадрат голубого цвета, сторона которого равна половине ширины флага. В середине квадрата круг, радиус которого равен одной трети стороны квадрата. В кругу серп и молот, над ними пятиконечная звезда. От круга к сторонам квадрата расходятся 24 луча. Серп, молот, звезда и лучи красного цвета. От середины правой стороны квадрата отходит полоса голубого цвета по всей длине флага, шириной в одну треть стороны квадрата».

Официальная символика цветов не устанавливалась. Неофициально считалось, что голубой цвет на флаге символизировал Чёрное море, а квадрат с лучами — безоблачное небо Грузии.
18 июня 1981 года, вышедшим положением о флаге Грузинской ССР, было добавлено описание построения флага:

«Серп и молот вписываются в квадрат, сторона которого равна одной шестой ширины флага, квадрат находится в центре круга. Острый конец серпа находится в середине верхней стороны квадрата, рукоятки серпа и молота упираются в нижние углы квадрата. Длина молота с рукояткой составляет три четверти диагонали квадрата. 

Пятиконечная звезда вписывается в окружность диаметром в одну восемнадцатую ширины флага, касающуюся верхней стороны квадрата. Серп, молот и звезда расположены по вертикальной оси квадрата. Каждый луч по окружности равен одной восьмой радиуса, лучи собираются в центре круга».

14 ноября 1990 года Верховный Совет Грузинской ССР принял закон Республики Грузия «Об объявлении переходного периода в Республике Грузия», которым были внесены изменения в Конституцию (Основной Закон) Грузинской ССР, в том числе было изменено наименование «Грузинская Советская Социалистическая Республика» на «Республика Грузия», отменены её герб и флаг и восстановлена символика Грузинской демократической республики.